# Козарево
Козарево је насеље у општини Зубин Поток, Република Србија, аутономна покрајина Косово и Метохија. Историјски и географски припада Ибарском Колашину. Насеље је на јужним обронцима планине Рогозне.

## Географија
Атар насеља се налази на територији катастарске општине Козарево, површине 511 ha. Све куће, осим једне, су у присоју и чине насеље разређеног типа. Вода се употребљава са извора. Њиве су на местима која се називају Круглица, Врба, Крива Њива,Мала Њива, Чукарак, Раван, Присоје, Прекодолине, Клекавац, Дугачка Долина, Бијели Пут и Подгорица. Испаше и шуме су: Осоје, Ланиште, Церовик, Провале, Осредак, Јасиче. Љубин Лаз, Провале, Барски Поток, Шупљи Дуб, Лаз, Глувача, Тетребача, Свињевача, Странчине, Ријека...

## Историја
На брду Градина, преко пута села, сачувани су остаци средњовековног града, из доба Немањића, од којега су се одржали само темељи зидани од тесаног камена, опеке и креча. Између градских зидина биле су зграде, од којих су остали само закопи. На Раденкову Гумну ископане су људске кости. Данашње гробље је ниже села. Постоји и старо гробље изнад Присоја, на месту које зову Шанац. Ти гробови су били прекривени каменим плочама, без натписа. Козарево се помиње први пут 1316. године у Повељи краља Милутина манастиру Бањска или Светостефанској хрисовуљи, коју је српски краљ Милутин издао по завршетку градње своје гробне задужбине Манастира Светог Стефана у Бањској. До 1912. године, село је било у саставу Османског царства. Као православци су припадали Васељенској патријаршији у Цариграду (Фанар)-Охридској архиепископији-Пећкој епископији. До Берлинског конгреса село је припадало је Босанском вилајету, а после повлачења Османлија из Босне и стављање тих крајева под протекторат Аустроугарске, дошло је до реорганизације Османског царства, те је Козарево било у саставу Косовског вилајета са седиштем у Скопљу, и вучитрнског кадилука, односно у саставу Колашинске казе (аутономног среза), односно бубске кнежине. Један од кнежева бубске кнежине био је Обрен Козаревац, кога помиње знам,енити српски књижевник ГХригорије Божовић у приповеци "Рако Козаревац". После ослобађања од турске власти место је у саставу Звечанског округа, у срезу митровичком, у општини Рујишкој и 1912. године има 82 становника. Први председник рујишке општине био је Радован Милосављев Козаревац, кога су током аустроугарске окупације, године 1916. убили Шиптари из Жеровнице. После 1945. па све до 1955 године насеље је било у саставу општине Бањска у склопу Звечанског среза, а после у саставу општине Зубин Поток, до њеног укидања 1964. године. Од 1964. до 1987. је у саставу општине Косовска Митровица. Од оснивања општине Зубин Поток, 1987. године, село је у саставу општине Зубин Поток. Године 1948 у Козареву је живело 115 становника, на почетку 2021. године у Козареву живе три становника.

## Порекло становништва по родовима
Преци Козареваца доселили из Васојевића (село Лопате у Лијевој Ријеци). Из Лопата су се три брата Перо, Јеремија-Јеро и Стеван-Стево прво доселили у село Брђани код Новог Пазара, на Рогозне. Ту су презимили једну зиму, а потом кранули даље. У Козарево се доселио Перо са синовима Савом и Неђељком. Потомци Саве су Обреновићи, Васовићи, Павловићи, Миљковићи и Миловићи, а потомци Неђељка су Милосављевићи. Перов брат Јеремија-Јеро, настанио се у Ломигорама (Лучка Ријека, Ибарски Колашин) а Стеван-Стево се настанио у Житковцу код Звечана. После увођења администрације, после 1912. године, у матичне књиге уписана су домаћинства углавном према именима својих ближих предака - оца, деде или прадеде. Пре тога Козаревце су називали према селу одакле су се доселили - Лопаћанима, по селу Лопате у Лијевој Ријеци. Говор је био српски, источнохерцеговачки дијалект, зетско-јужносанџачки поддијалект, којим се говорило пре сто година од которских страна у данашњој Црној Гори, до Студенице, Чачка и Ужица. После аероснимања 1976. године и увођења локалних топонима у катастар, геометри који су били из других крајева, без основног познавања језичких правила и обавезе да се поштује културна самобитност сваке заједнице, насилно су у катастарским књигама екавизирали имена локалних топонима. Тако је Бијела Њива насилно преименована у Белу Њиву, брдо Бабино Кољено у Бабино Колено, Бијели Пут у Бели Пут...
Док је село било активно у њему су живела следећа домаћинства са следећим презименима: Милосављевић (6 кућа), Павловић (4 куће); Обреновић (1 кућа); Танасковић (4 куће), Васовић (1 кућа); Миљковић (1 кућа), Миловић (1 кућа):
Крсна слава је Св. Јован (20. јануара), а "мала слава" Св. Илија (2. августа). Козаревци имају одсељене рођаке у Кориљу и Матици код Звечана, Сувом Долу код Косовске Митровице, Зупчу, Вељем Бријегу, Косовској Митровици, Звечану, Лепосавићу, Топлици, Тврђану, Точанима, Краљеву, Чачку, Крагујевцу, Београду, Новом Саду, Немачкој, Француској, Холандији, Сиетлу (САД, држава Вашингтон)...
По надгробном натпису у гробљу у Куршумлији сахрањен је 1913. неки Миленковић Козаревац из бањског Козарева (по читању Рад. Њ. Павловића).

## Демографија
Насеље има српску етничку већину.
| Година       | 1948 | 1953 | 1961 | 1971 | 1981 | 1991 | 2011 |
| ------------ | ---- | ---- | ---- | ---- | ---- | ---- | ---- |
| Становништво | 115  | 115  | 108  | 76   | 37   | 16   | 3    |

|  |